# Tanaecia valmikis
Tanaecia valmikis är en fjärilsart som beskrevs av Felder 1867. Tanaecia valmikis ingår i släktet Tanaecia och familjen praktfjärilar. Inga underarter finns listade i Catalogue of Life.